# Soh-iong
Soh-iong o Sohiong és un dels estats khasis de Meghalaya.
La seva població el 1872 era de 1851 habitants i el 1901 de 2.014 habitants; els ingressos a la segona data eren de 600 rupies. Els principals productes eren mill, arròs i patates. El governant portava el títol de lyngdoh (o langdoh).